# Pávliani
Pávliani, en grec moderne : Παύλιανη, est un village et un ancien dème du district régional de Phthiotide, en Grèce-Centrale. Depuis 2010, il est fusionné au sein du dème de Lamía.
Selon le recensement de 2011, la population du dème s'élève à 498 habitants tandis que celle du village compte 367 habitants.